# FORESTHuntingOne
株式会社FORESTHuntingOne（フォレストハンティングワン）は、福岡県のクリエイティブカンパニー。「Peeping Life」で有名な森りょういちが代表取締役を務める。オリジナルコンテンツの企画・制作をはじめ、教育×エンタメのパイオニアとして企業や学校への支援や講演、サービスの開発などをしている。

## 経歴
2010年: 株式会社FORESTHuntingOne設立、東京国際アニメフェア出展
2011年: 初著書である『チョイス24』を文芸社より発売、養老共生をテーマにした『まほうつかいじじい』を発表、20世紀フォックスの名作を集めたサウンドトラックCD「DON’T STOP! THE 80s MOVIE HITS NON-STOP MIX」のジャケットデザインを制作
2012年: 福岡市中央区薬院にオフィスを移転
2013年:「Korea Film Archive」（韓国）にて『Peeping Life -World History-』上映、英語教材『BOMBER SMILE』をフォレスト出版より発売しシリーズ1万個突破、NHK BSプレミアムのワラッチャオ！にて『ハルマゲ丼の地球侵略』を担当・制作、福岡市スタートアップ都市づくりに関する懇談会のメンバーに選ばれ現「スタートアップカフェ」の発案・デザインを提言し後に福岡市内に建設される
2014年: 株式会社ブシロードとタッグを組みNHK Eテレにてレギュラー放送『超爆裂異次元メンコバトルギガントシューターつかさ』を発表しauともコラボレーション、「HONG KONG ASIAN FILM FESTIVAL」（香港）にて『Peeping Life』上映
2015年:「ソウル国際マンガ・アニメーション映画祭（SICAF）」（韓国）にて『Peeping Life -WE ARE THE HERO-』上映、「アジアフォーカス・福岡国際映画祭」（日本）にて『Peeping Life』『ギガントシューターつかさ』上映、『ギガントシューターつかさ』の玩具を開発・発売、九州産業大学の美術館にて『おいでよ りょういちの森』展を開催、パシフィコ横浜国立大ホールで開催された「ライブ 探偵歌劇 ミルキィホームズ TD とろとろどんどん」の演出・脚本で参加、幕張イベントホールで開催された「ライブ 探偵歌劇ミルキィホームズ 秋の大運動会」のアニメーションを制作、九州産業大学「開学55周年記念式典」の記念品絵皿のデザインを制作、雑誌「ポストセブン」の表紙イラストを制作、ロックバンドBRADIOの楽曲「HOTELエイリアン」のジャケットデザインを制作
2016年:『ペンギンの問題』で有名な永井ゆうじの『パスカル先生』にクリエイティブプロデュース・シリーズ構成・脚本で参加しTBS系列全28局ネットにて放送、雑誌「DIME」のピース又吉直樹さんのコラム「又吉の幸せ製作所」の挿絵を制作
2017年: 福岡市中央区白金（現住所）にオフィスを移転、自動車教習所の学科教材である『DON!DON!ドライブ』を発表、「アジアフォーカス・福岡国際映画祭」（日本）にて『DON!DON! ドライブ』上映
2020年: テレビ西日本にて育児をテーマにした『育じーズ』を発表・放送
2021年: 短編アニメ映画『MIA』を発表しニューヨークでの上映をはじめ日本・韓国・アメリカの映画祭で最優秀アニメーション賞を受賞、「日本芸術センター第13回映像グランプリ」（日本）にて『MIA』上映
2022年:「おおぶ映画祭2022」（日本）／「RiverRun International Film Festival 2022」（アメリカ）／「New York Cinefest 2022」（アメリカ）／「Emberlight International Film Festival 2022」（アメリカ）／「Austin Film Festival」（アメリカ）／「Orlando Film Festival」（アメリカ）にて『MIA』上映、未就学児向けアニメ『ロボッコ クーピー』を発表
2023年: 日本の人材不足と離職率等に対する課題解決のために人材教育動画サービス『mitoite（ミトイテ）』を開発・発表、『DON!DON!ドライブ』が全国130校以上で導入

## 作品
- 「Peeping Life」（DVDシリーズ14本発売、累計60万枚以上）

- 「Peeping Life 5.0」（テレビ朝日とのコラボ）

- 「Peeping Life 手塚 タツノコ ワンダーランド」（手塚プロ、タツノコプロとのコラボ）

- 「桃屋×Peeping Life ご縁ですよ！」（桃屋とのコラボ）

- 「劇場版 Peeping Life WE ARE THE HERO」（手塚プロ、タツノコプロとのコラボ映画）

- 「Peeping Life×怪獣酒場 かいじゅうたちがいるところ」（円谷とのコラボ）

- 「Peeping Life TV シーズン1 ??」（日本テレビにてレギュラー放送）

- 「Peeping Life World History」（YouTube公式チャンネルとして選出され配信）

- 新海誠監督の「星を追う子ども」とのコラボ映像 (PeepingLife)

- 粟津順監督の「プランゼット」とのコラボ映像 (PeepingLife)

- イオンエンターテイメントとのコラボ映像（PeepingLife）

- ソニー・コンピュータエンタテインメントジャパンとのコラボ映像「PS3®のつかいかた -fest.PeepingLife-」（PeepingLife）

- テレビ朝日女性アナウンサーとのコラボ映像 (PeepingLife)

- キッズステーションとのコラボ 映像(PeepingLife)

- JU 中古自動車販売士とのコラボ 映像(PeepingLife)

- 国土交通省 自動車点検整備推進運動とのコラボ 映像(PeepingLife)

- 「HKT48のおでかけ!」とのコラボ 映像(PeepingLife)

- 別府市とのコラボ 映像(PeepingLife)

- SATとのコラボ 映像(PeepingLife)

- 日本テレビ「ZIP!」とのコラボ 映像(PeepingLife、桝アナウンサー出演)

- SANYOとのコラボ 映像(PeepingLife、さまぁ～ず出演)

- OPAとのコラボ 映像(PeepingLife)

- ユニオンフォレストとのコラボ 映像(PeepingLife)

- タケモトデンキとのコラボ 映像(PeepingLife)

- 関西電力とのコラボ 映像(PeepingLife)

- IO-DATAとのコラボ 映像(PeepingLife)

- ティ・ジョイとのコラボ 映像(PeepingLife)

- ユニバーサル映画100周年とのコラボ 映像(PeepingLife)

- 「フラレラ」（BONNIE PINK15周年企画リレー式ショートムービー）

- 「九州アイドル戦記」（オープニングアニメーション制作）

- 「超爆裂異次元メンコバトル ギガントシューター つかさ」（NHK Eテレにてレギュラー放送）

- 「100%パスカル先生」（クリエイティブプロデューサー・シリーズ構成・脚本）

- 「aiseki MOGOL GIRL」（監督・脚本・シリーズ構成）

- 「gdメン」（脚本）

- 「さとりのしょ」（MV制作）

- 「DON!DON!ドライブ」（自動車教習所の学科映像、企画・制作）

- 「育じーズ」（テレビ西日本にて2年半のレギュラー放送）

- 「ロボッコ クーピー」（未就学児向けアニメの企画・制作）

- 「MIA」（短編アニメ映画の企画・制作。ニューヨークでの上映をはじめ国内外で多数の賞を受賞）

- 「mitoite（ミトイテ）」（人材教育動画サービス）

## メディア
- CG WORLD/アニメビジエンス/福岡Walker/エフ・ユー プラス/月刊ブシロード/ILCA P@pper/LIRY

- コロコロコミック/アニメージュ/コマーシャル・フォト/日経MJ/西日本新聞/スポーツ報知/読売新聞/朝日新聞

- 財界九州/TV Bros./avanti/名古屋流行発信 Cheek/福岡商工会議所NEWS/読売新聞

- news every./NEWS ZERO/ZIP!/Oha!4/王様のブランチ/ぐっ！ジョブ/ニュースピア/PAO~N

- HKT48のおでかけ！/ドォーモ/月刊ブシロードTV/ホリエモンの白熱！九州ベンチャー教室/PON!

- 美の鼓動・九州/ブロスタTV（BS朝日）/imagine-nation（NHK国際放送）/アニメ星人（チバテレビ）

- まんたんウェブ/ニコニコチャンネル/asianbeat/animate.tv/アキバ総研/虫ん坊/アニメ！アニメ！

- マイナビニュース/@Press/AppBank/音楽ナタリー/福岡の女性リーダーﬁle

- 【速報】徳井V青空が新番組やるっていうから見てみたら俺の夢がかなっていた件について

- 講談社 コクリコ/DMM.make/NEXMAG クリエイター仕事道/ASCII.jp